# Metacatharsius useramus
Metacatharsius useramus là một loài bọ cánh cứng trong họ Bọ hung (Scarabaeidae).